# ألكساندرا زفوريجينا
الكسندرا زفوريجينا (الروسية: Александра Зворыгина) هي راقصة جليدية سابقة روسية، ولدت في7 يناير 1991 في جلازوف، روسيا. 

## روابط خارجية
- ألكساندرا زفوريجينا على موقع الاتحاد الدولي للتزلج (الإنجليزية)